# Kadabagala, Alur
Kadabagala là một làng thuộc tehsil Alur, huyện Hassan, bang Karnataka, Ấn Độ.